# メトロワゴンマッシュ
メトロワゴンマッシュ（ロシア語: Метровагонмаш、英語: Metrowagonmash）は、ロシア連邦・ムィティシに本社を置く株式会社（АО、Акционерное общество）。地下鉄向けの電車やレールバスと呼ばれる気動車を主に手掛ける鉄道車両メーカーで、2005年以降トランスマッシュホールディングの子会社となっている。1992年まではムィティシ機械製造工場（ロシア語: Мытищинский машиностроительный завод）という会社名だった。

## 歴史

### ムィティシ機械製造工場時代
メトロワゴンマッシュの基礎となったのは、名誉市民のサヴァ・イワノビッチ・マモントフ（Савва Иванович Мамонтов）、貴族のコンスタンチン・アーティブシェフ（Константин Арцыбушев）、モスクワの第1商業組合の商人であるアメリカ国籍を持つA.V.バリー（A. V. Barry）が1895年にロシア財務省に提出し、翌1896年に認可された輸送機器製造に関する合弁会社設立プロジェクトである。1897年にモスクワ近郊のムィティシに工場が完成し、最初の製品としてロシアの北部鉄道向けの客車が作られた。
当初は主に鉄道車両や予備の機器の生産を手掛け、モスクワ市電用の路面電車や除雪車の製造を開始した1903年の時点でムィティシ機械製造工場はロシア第二の規模を持つ鉄道車両工場となっていた。更に第一次世界大戦勃発以前に軍用装備の輸送用車両をはじめとする軍用機器の製造も開始しており、工場の発展はムィティシの経済にも大きな影響を与えた。
ロシア革命による混乱に伴う需要減少を受け、1920年には当時モスクワ最大の企業であったストライク・グループの子会社となる事で各地の工場の建物や輸送機器の修理を受け持った。その後1924年にソ連技術管理局設立により工場の生産量は回復・成長し、以降は輸送機器生産工場としての側面が強くなった。1926年にはソ連初の郊外電車（エレクトリーチカ）となったバクー・サブンチュ・スラハニ電化鉄道向けの電車の生産を行い、1929年には編成を組む事を前提とした郊外電車の生産も開始した。
1932年以降、ムィティシ機械製造工場は路面電車および車体長19m級の鉄道車両の生産に特化する事となり、1935年にはモスクワ地下鉄開通に備えソ連初の地下鉄車両にして初の全金属製車体を有する鉄道車両となったA形電車を製造した。
第二次世界大戦（大祖国戦争）中は政府からの要請を受けて対空砲や砲弾、機関銃などの軍事機器の生産を24時間体制で行っていたが、空襲が激化した事を受けて1941年10月17日から終戦まで生産施設をウラルへ避難させた上で生産を続行する事となった。資材も人員も不足する中でも24時間体制での生産を続行した功績から、戦後ムィティシ機械製造工場へ祖国戦争勲章が授与された。
終戦後は深刻な日用品不足に対応するため机や子供用そり、ハンマーなどの生産を行っていたが、1946年から地下鉄電車の生産が再開され、同時にダンプトラックを始めとしたトラック用ボディの製造が開始された。また防衛省からの命令を受けて軍用車両の生産も続行された事により、以降ムィティシ機械製造工場は長期に渡って地下鉄電車、トラックボディ、軍用車両という3種類の製品を手掛ける企業となった。工場で作られた製品はソ連国内への大量導入に留まらず、中国、モンゴル、韓国、ユーゴスラビア、トルコ、イランなど世界各国へ輸出された。
1987年には自動車生産工場を増設した一方、1980年代後半以降のペレストロイカを始めとするソ連国内の変革はムィティシ機械製造工場へも影響を与え、工場内に協同組合が設立されるようになった。そして1992年4月20日、労働組合会議によりムィティシ機械製造工場は株式会社であるメトロワゴンマッシュとして再編される事となった。

### メトロワゴンマッシュ時代
再編後も引き続きメトロワゴンマッシュは地下鉄車両を始めとする鉄道車両の生産を行っており、2019年現在ロシアを始めとする18都市の地下鉄でメトロワゴンマッシュ製の地下鉄電車が導入されている。また2001年以降はローカル線向けの短編成の気動車（レールバス）の生産も実施しており、ロシアやCIS諸国のみならずチェコやハンガリーなどへの輸出も行われている。更に製品のみならず多目的ホールや病院、幼稚園、図書館など労働者を支える社会インフラの管理も受け持っている。
2005年にはロシア最大の鉄道車両メーカーであるトランスマッシュホールディングの傘下企業となり、2010年からはトランスマッシュホールディングの主要株主となったフランス・アルストムからの主導の元で他の傘下企業と共に工場の近代化や新たな規制・安全基準に対応した設備の更新を実施している。
なお、軍用車両やトラックボディの生産については2009年5月12日に設立された公共株式会社であるムィティシ機械製造工場に継承されており、2019年現在のメトロワゴンマッシュは地下鉄電車やレールバスの生産を軸とした鉄道車両メーカーとなっている。

## 主要製品

### 電車
- バクー-サブンチュ-スラハニ電化鉄道用車両（ロシア語版）[13]
- S形（ロシア語版）[14]

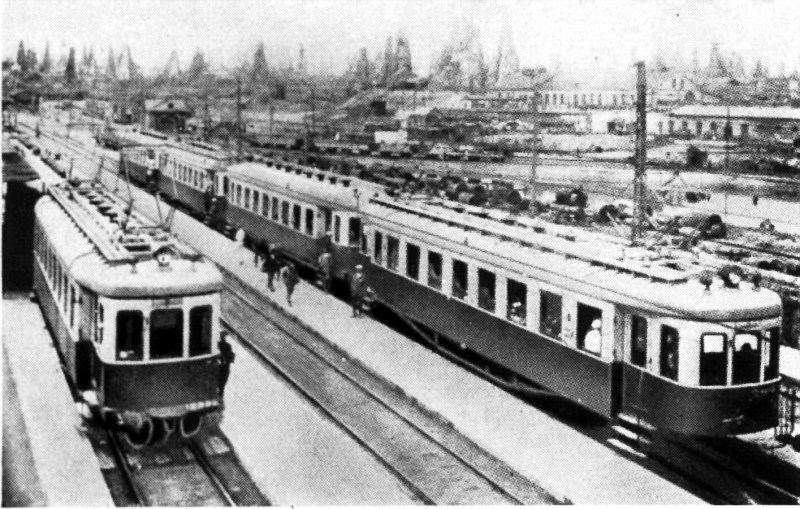
バクー・サブンチュ・スラハニ電化鉄道用車両
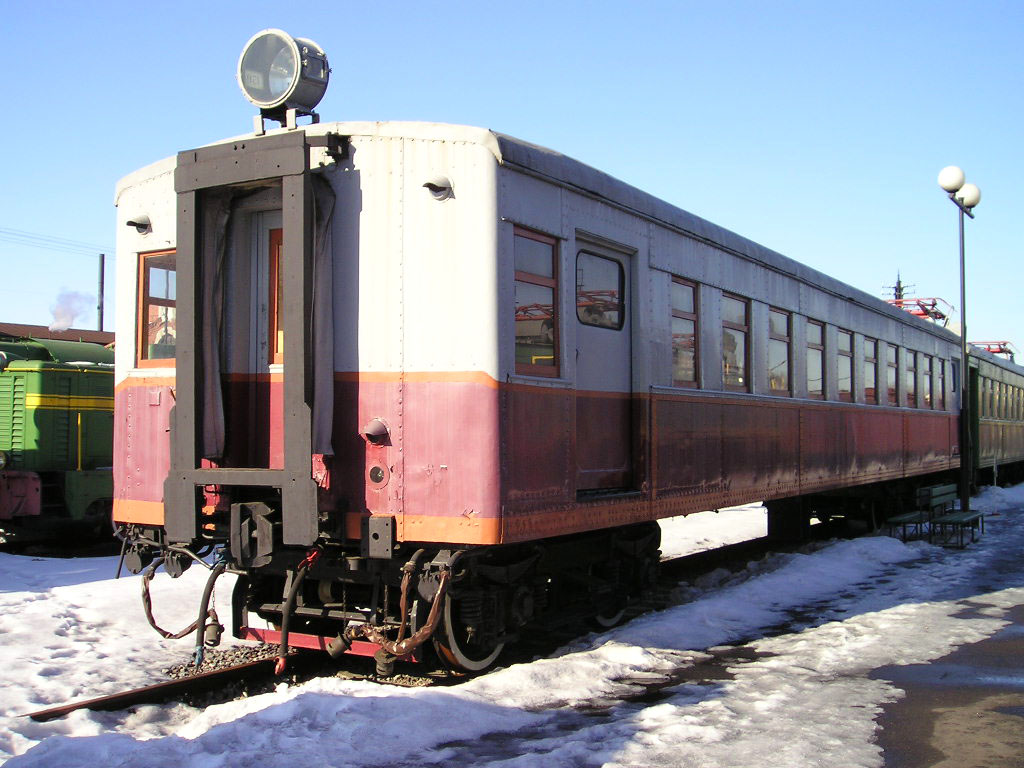
S形

### 地下鉄電車
- A形（ロシア語版）[4]
- B形（ロシア語版）[4]
- G形（ロシア語版）[15]
- D形（ロシア語版）[16]
- E形[16][17]
- Em形[18]
- Ezh形[19]
- Ezh3形、Ezh6形[18]
- I形（ロシア語版）
- 81-717/714形[10][8]
  - 81-717.1/714.1形[20]
  - 81-717.2/714.2形
  - 81-717.3/714.3形[21]
  - 81-717.4/714.4形
  - 81-717.5/714.5形
  - 81-717.5M/714.5M形
  - 81-717.6/714.6形[10]
- 81-718/719形[10]
- 81-720/721形 "ヤウザ"[10]
- 81-740/741形 "ルシッチ"[10]
- 81-760/761形 "オカ"[10]
- 81-765/766/767形 "モスクワ"[10]
- 81-722/723/724形 "ジュビリー"（ロシア語版）[10]

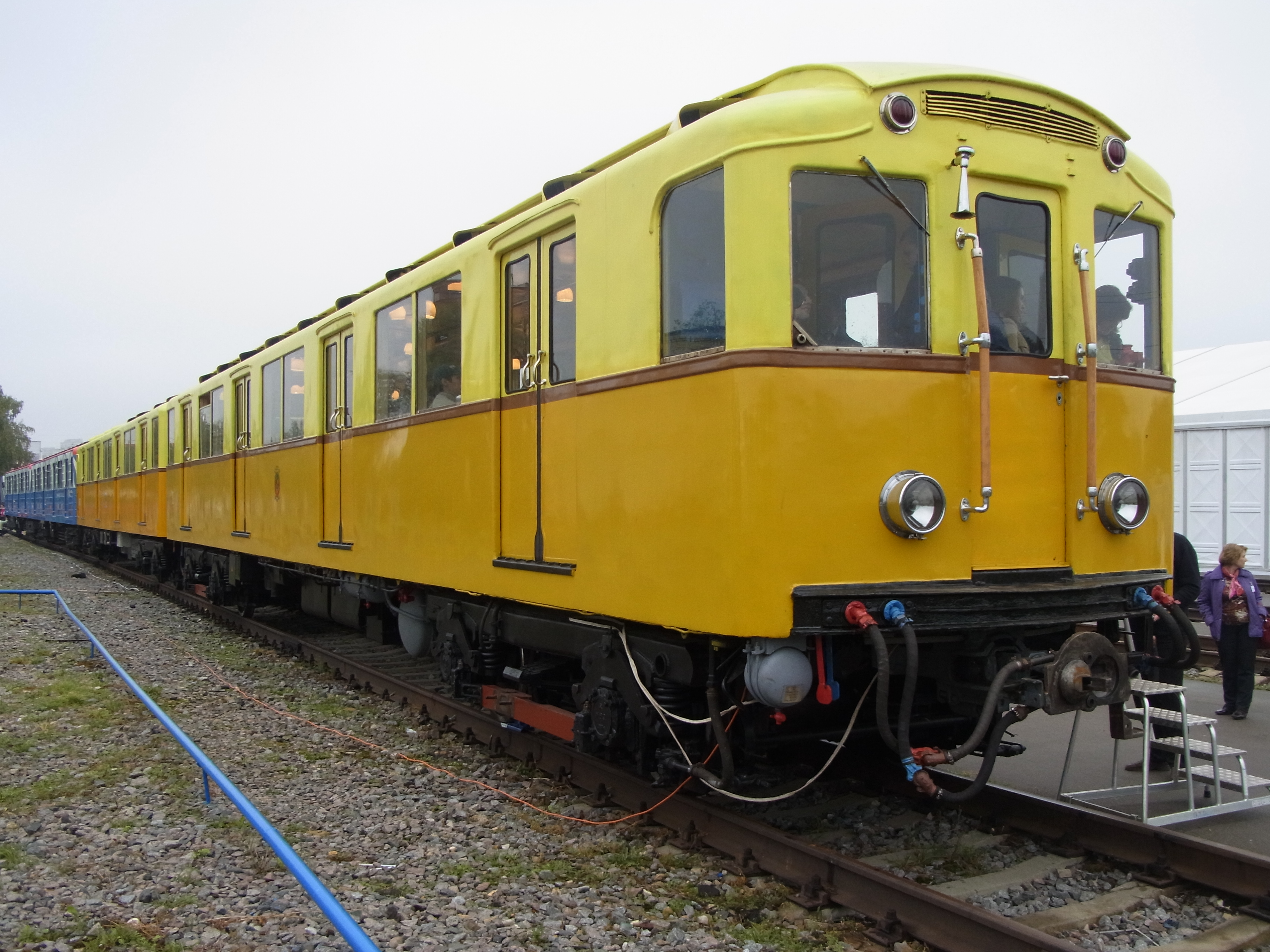
A形
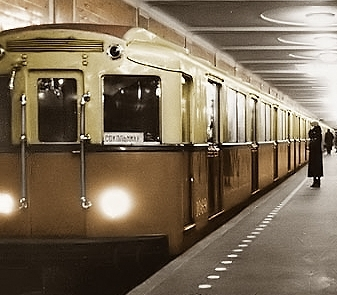
B形
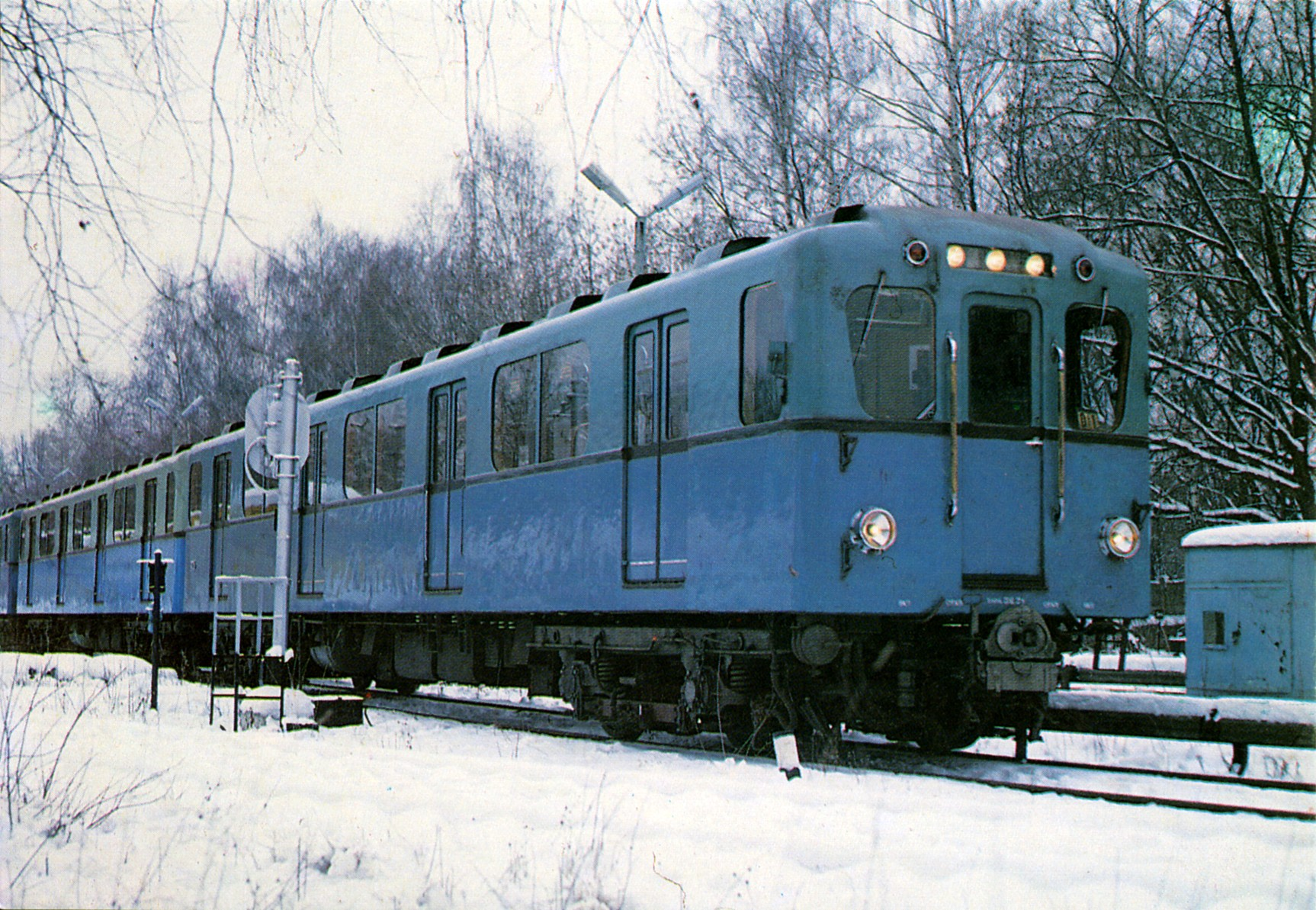
D形
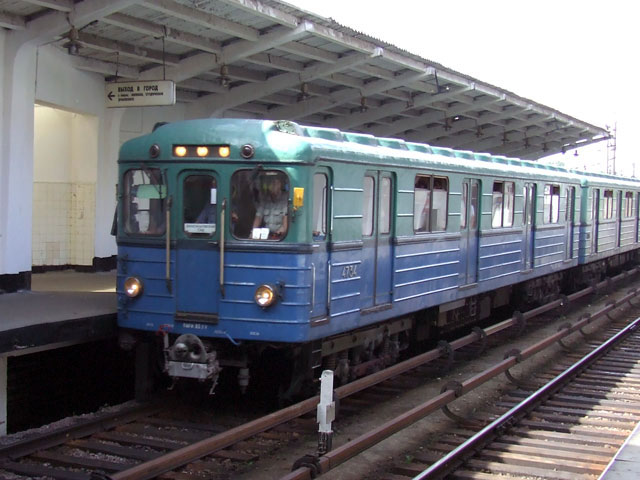
E形
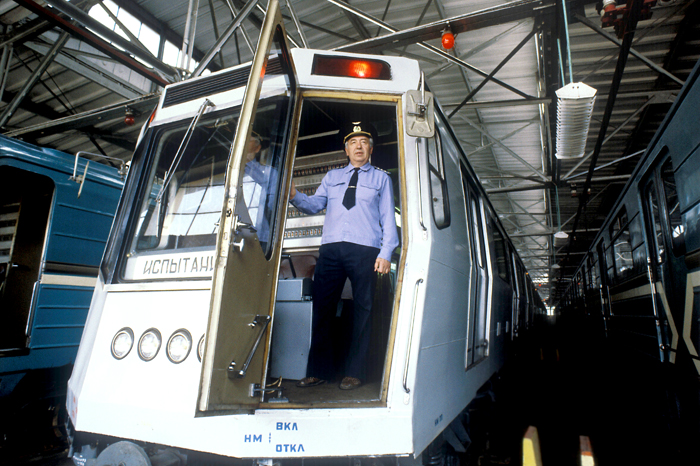
I形
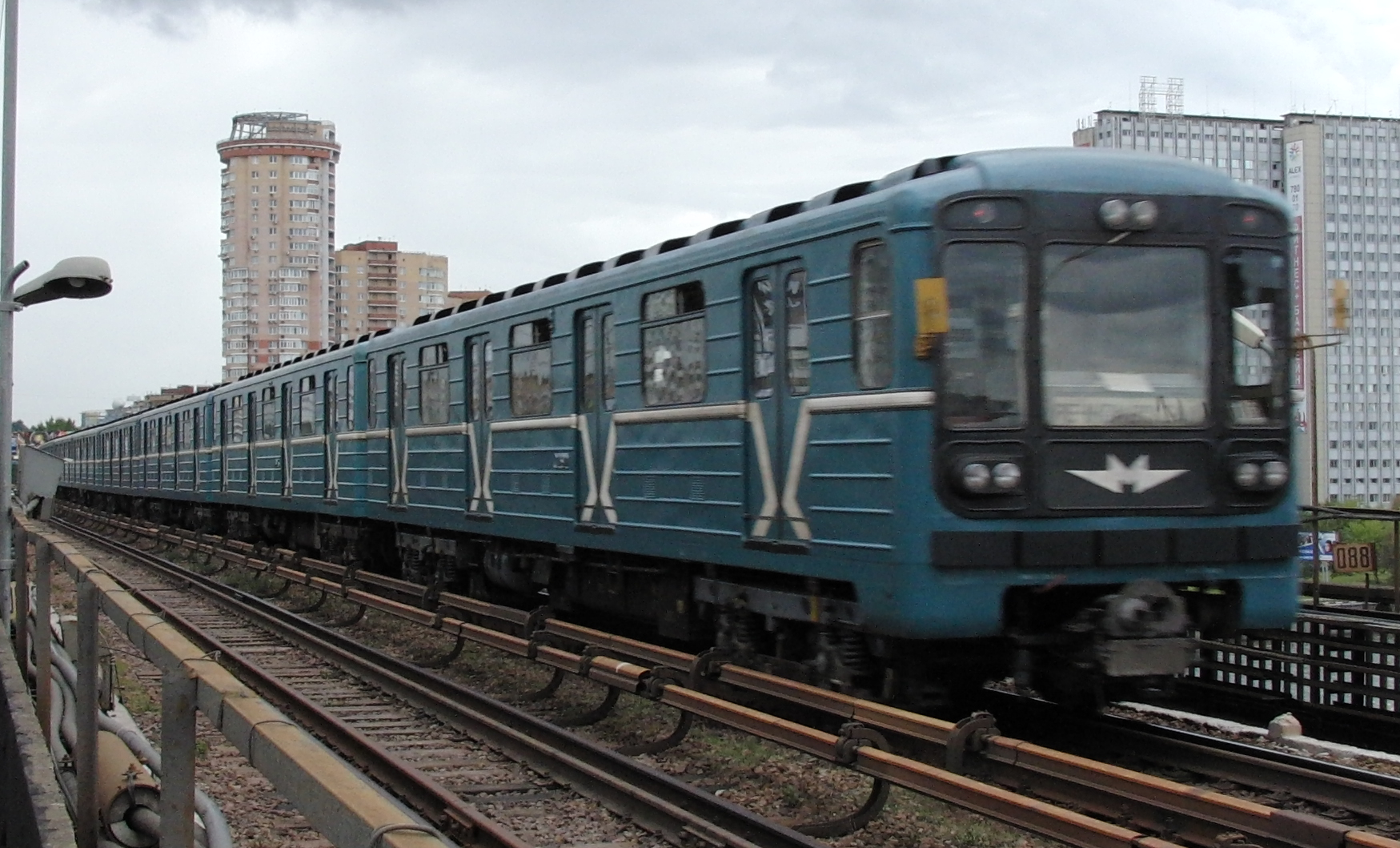
81-717/714形
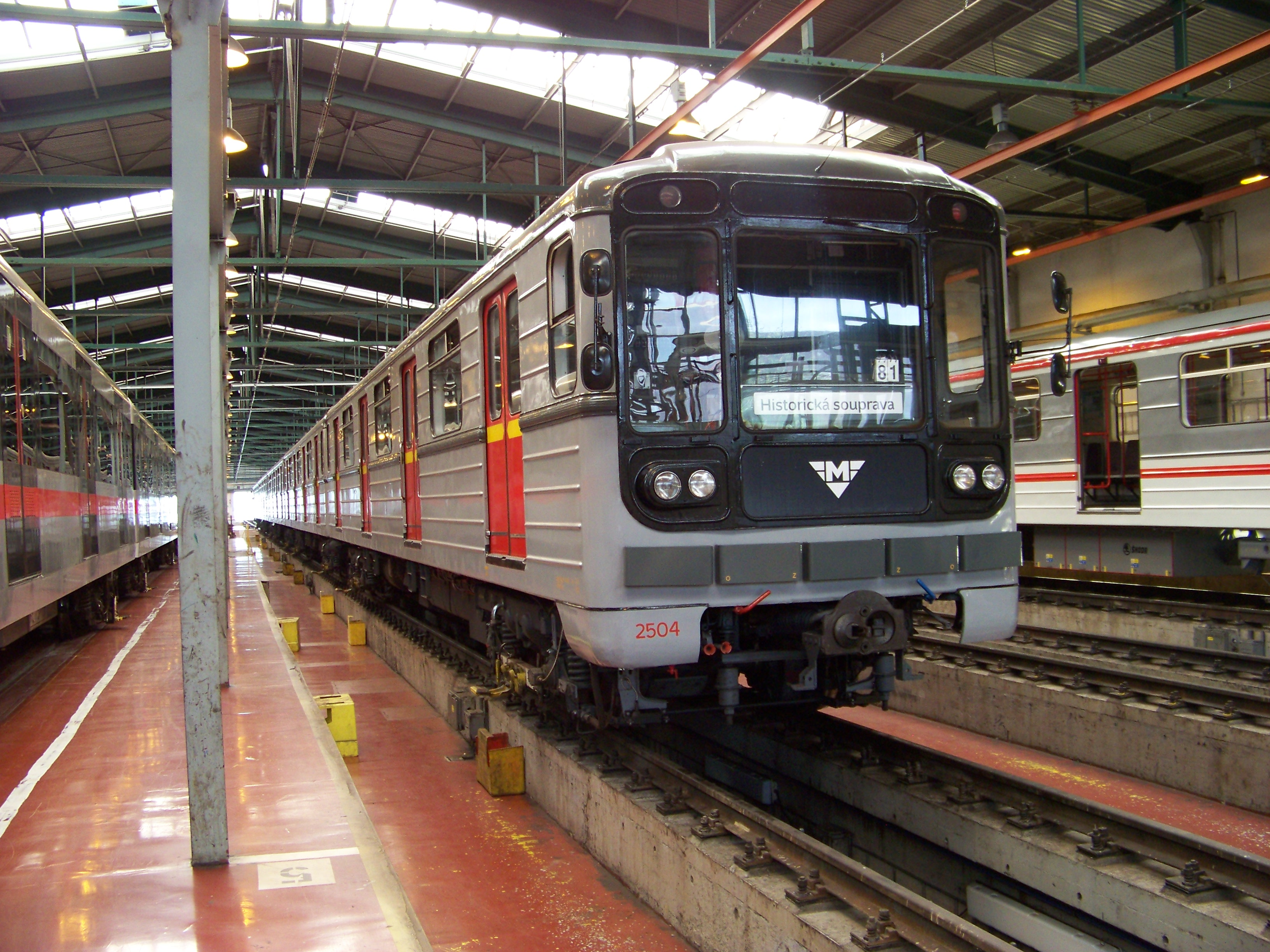
81-717.1/714.1形
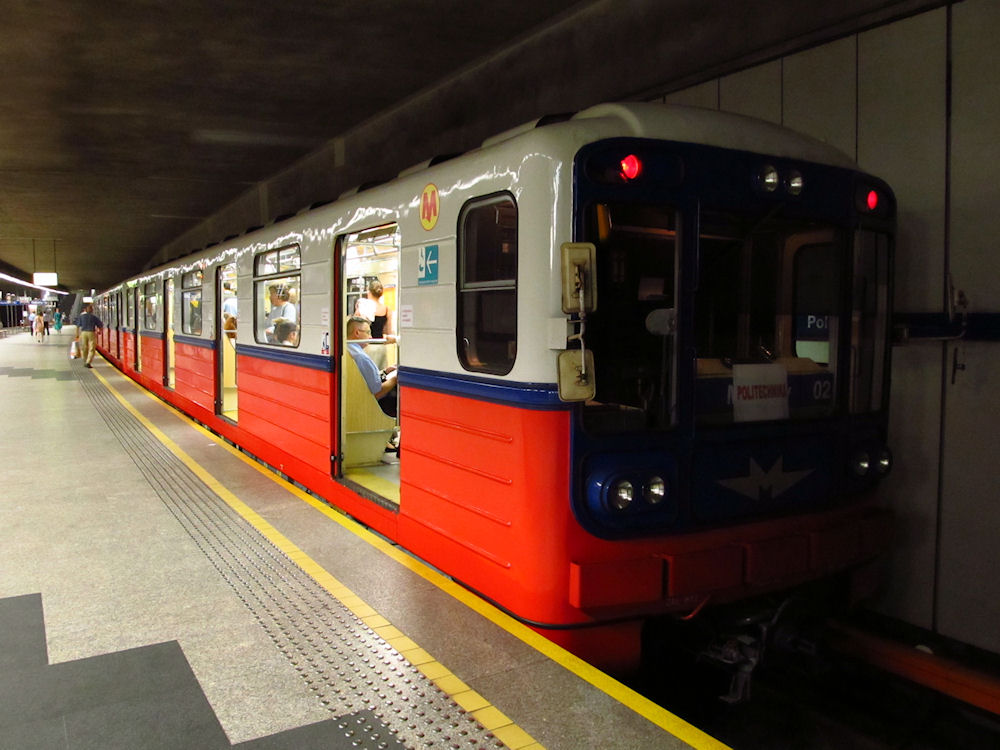
81-717.3/714.3形
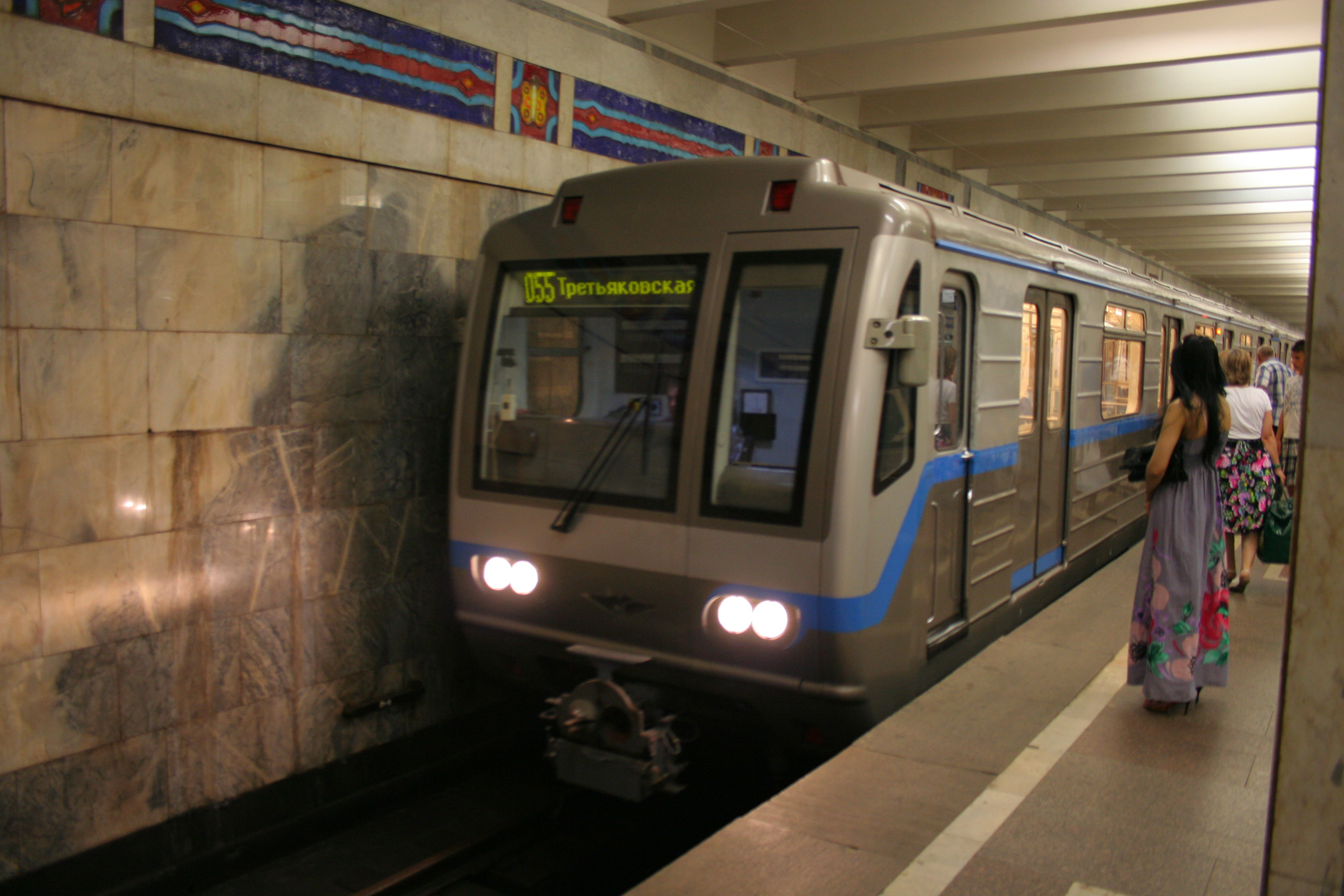
81-717.6/714.6形
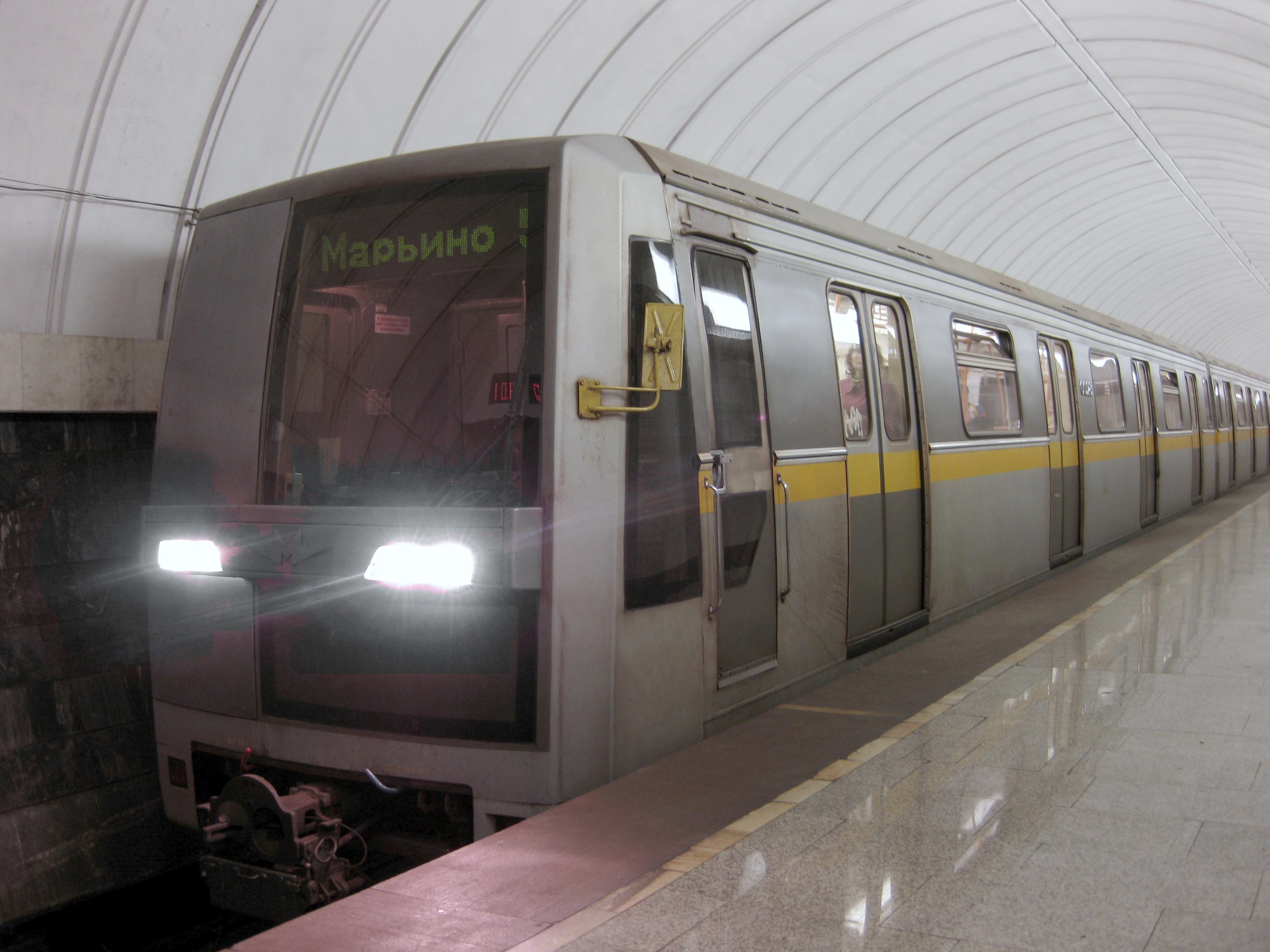
81-720/721形 "ヤウザ"
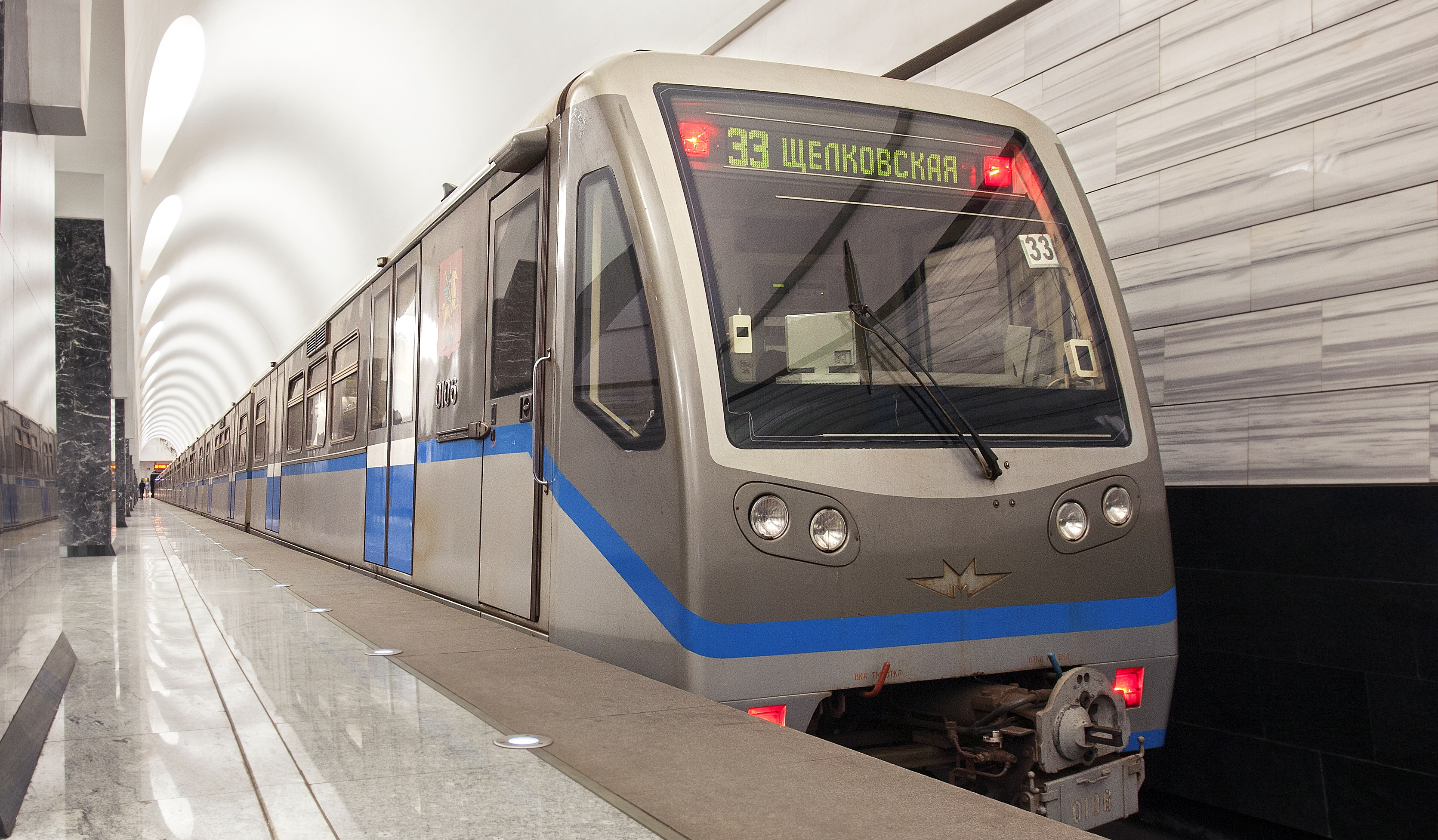
81-740/741形 "ルシッチ"
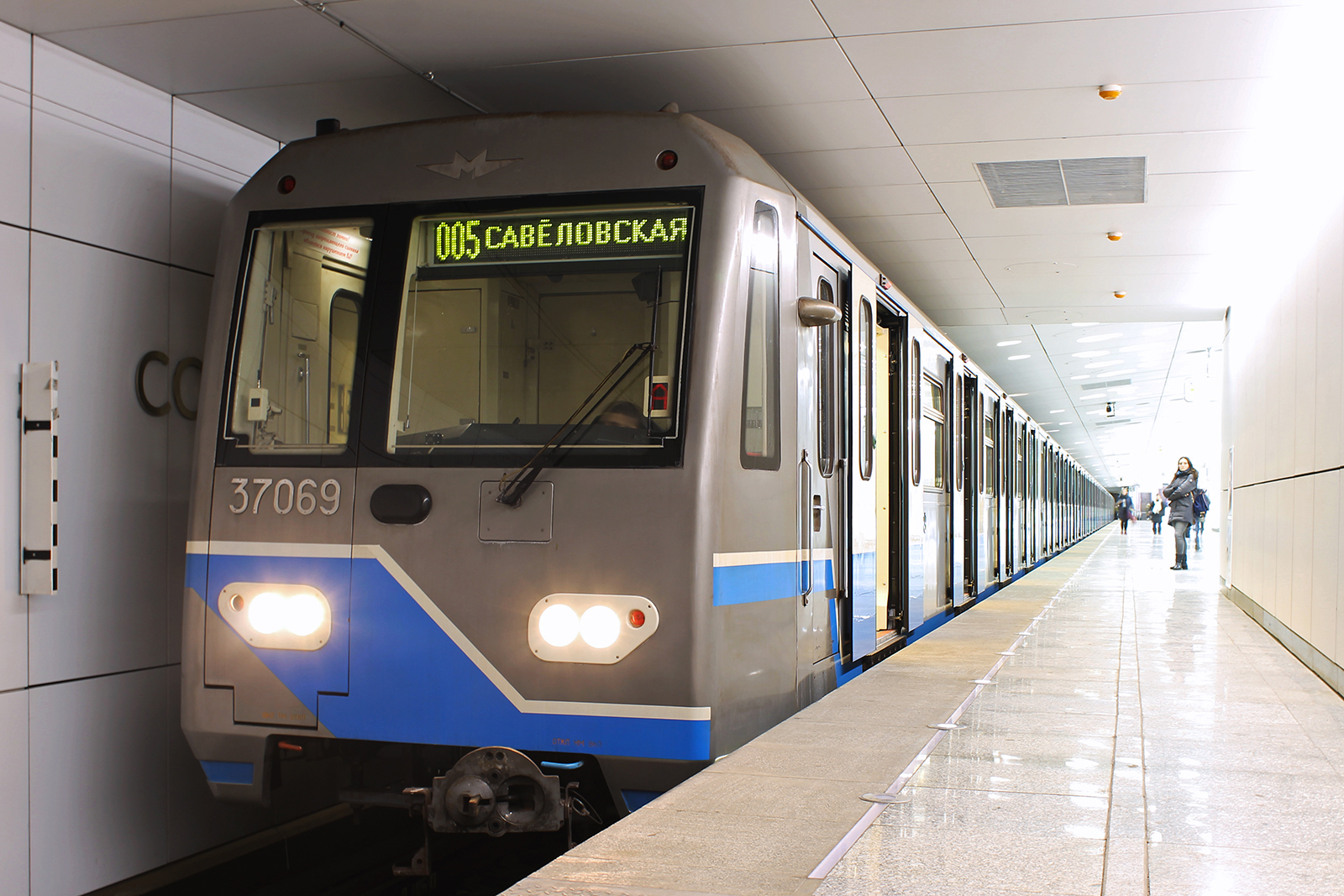
81-760/761形 "オカ"
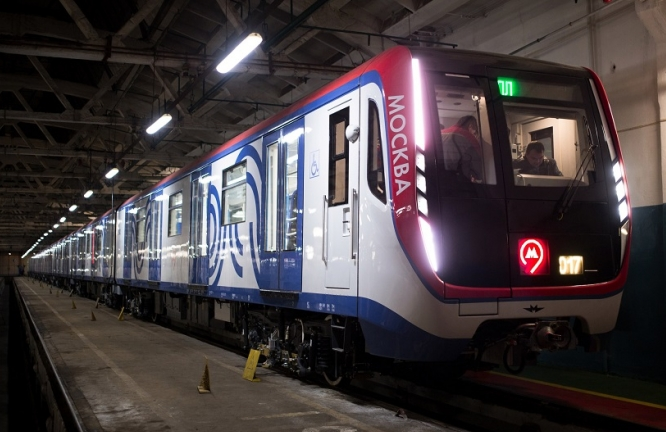
81-765/766/767形 "モスクワ"
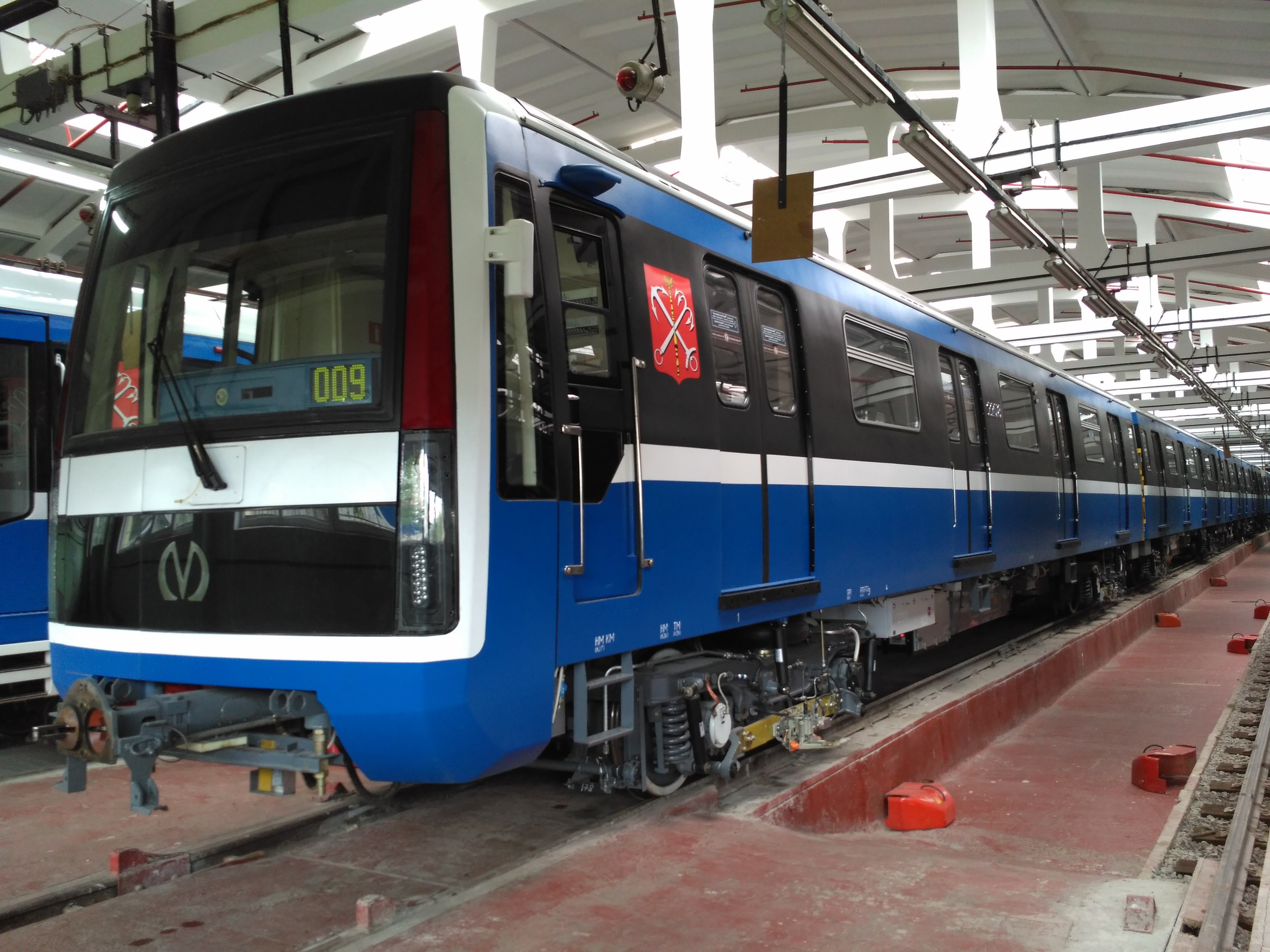
81-722/723/724形 "ジュビリー"

### 気動車
- RA1形[10]
  - ハンガリー国鉄6341形[22]
  - チェコ鉄道835形[23]
- RA2形[10]
- RA3形[10]
- DP-M形（ロシア語版）[注釈 2][10]
- セルビア鉄道711形（ロシア語版）[10]

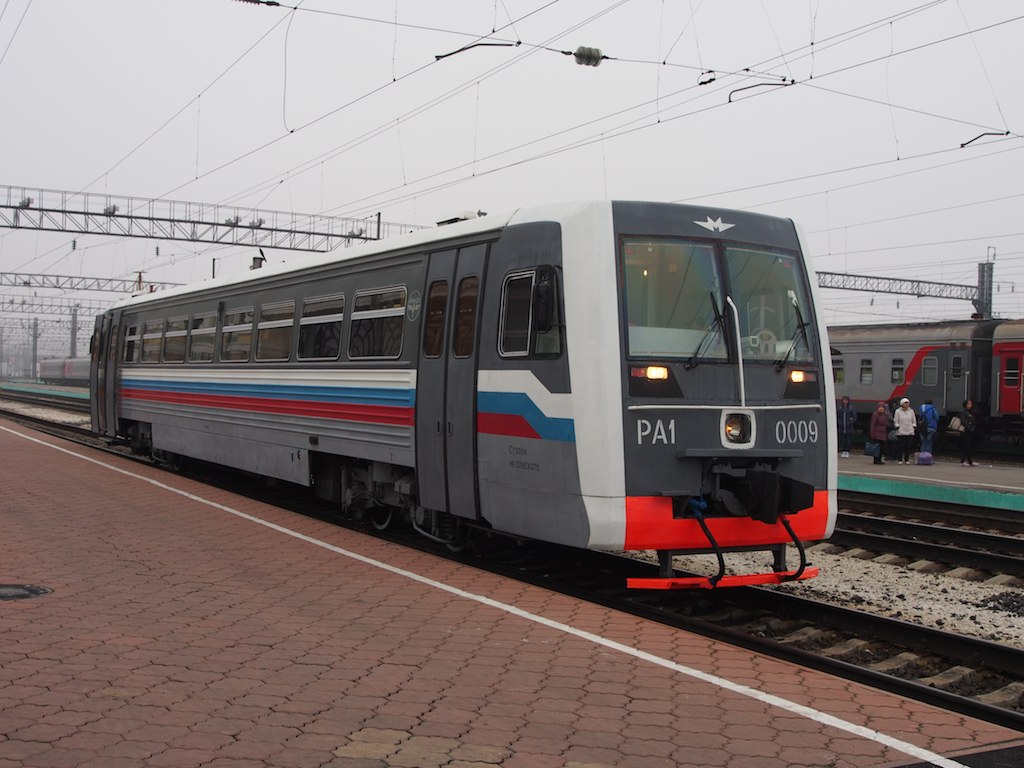
RA1形
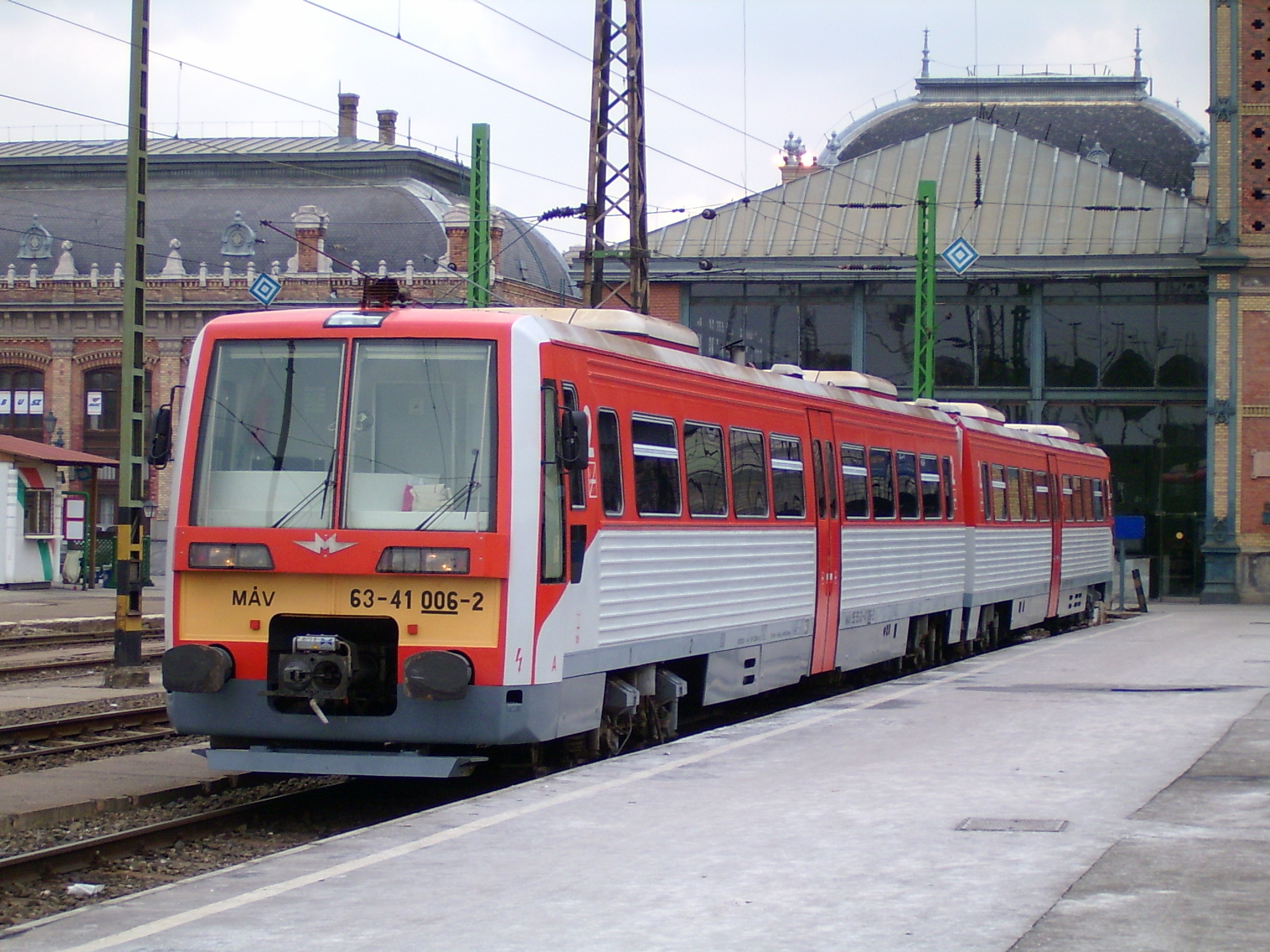
ハンガリー国鉄6341形
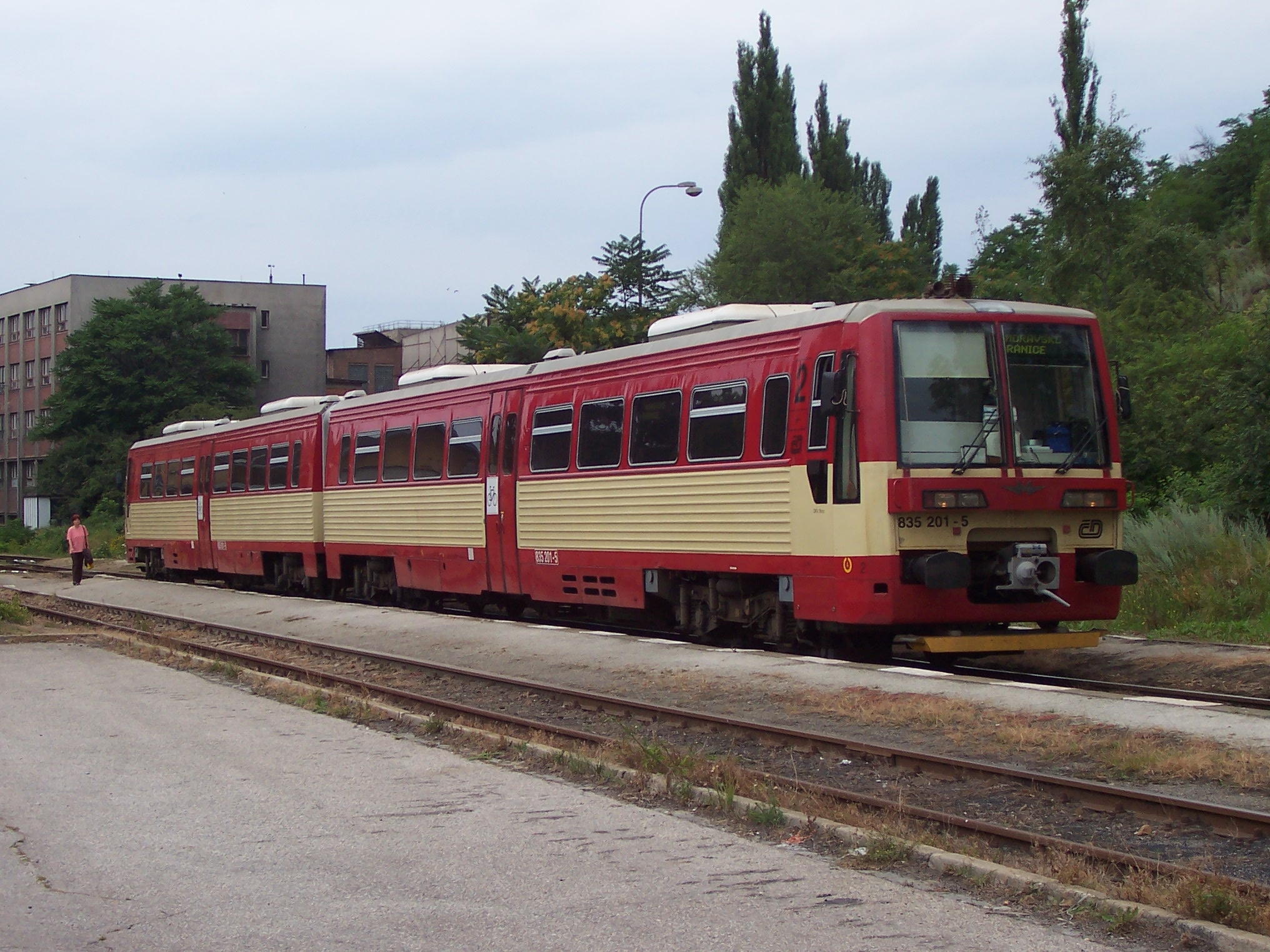
チェコ鉄道835形
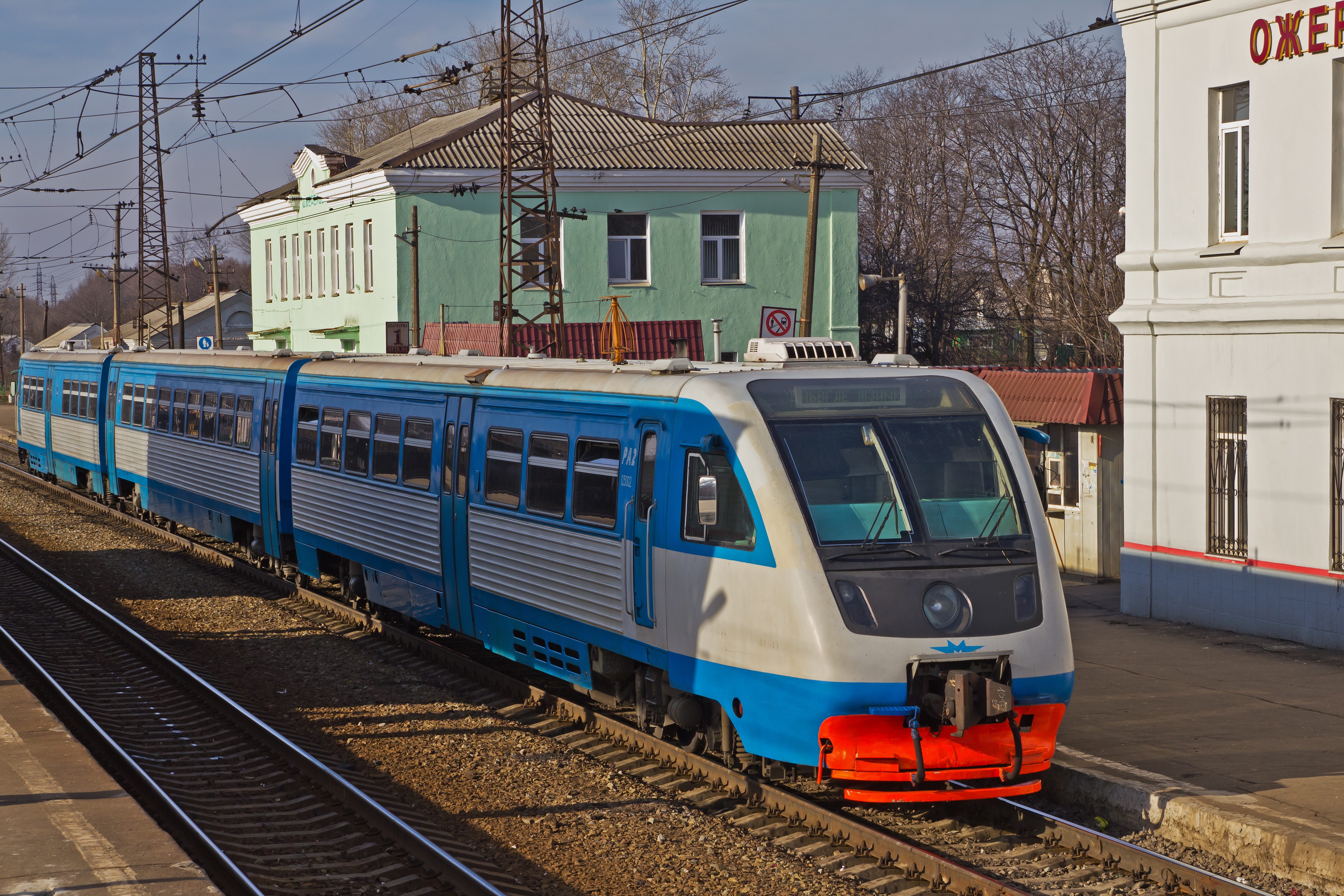
RA2形
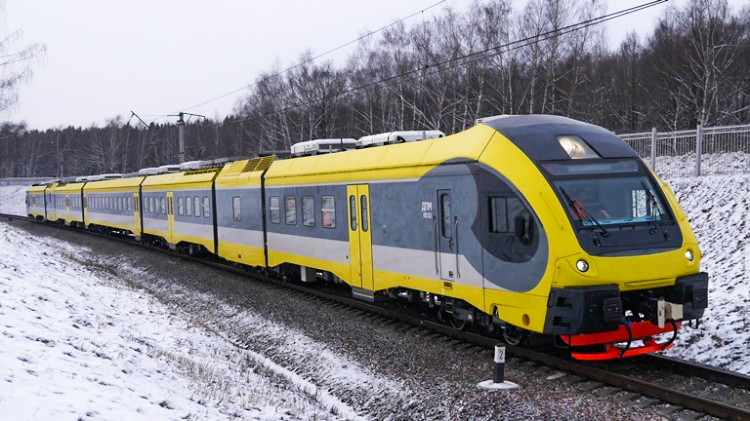
DP-M形
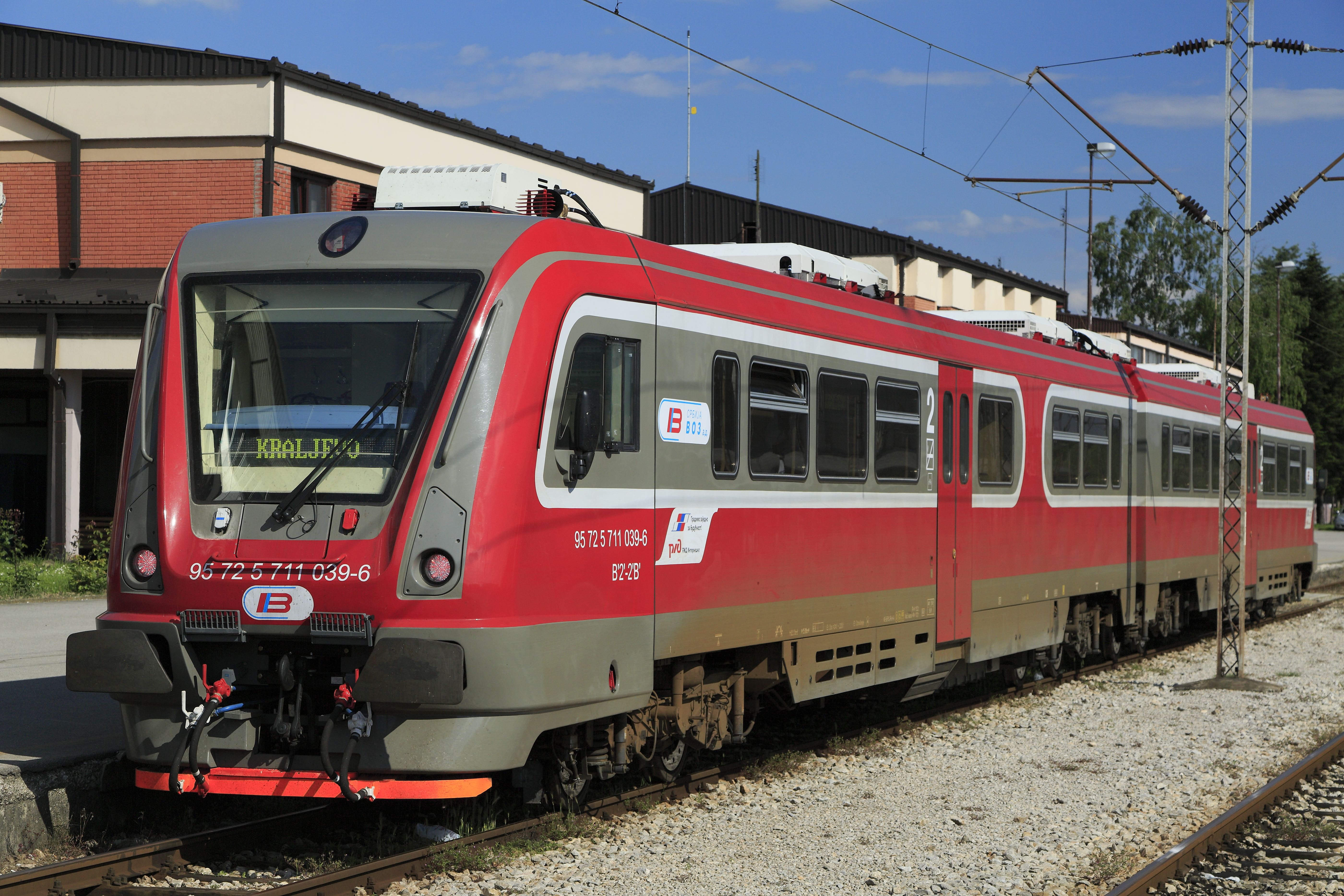
セルビア鉄道711形

## 他企業との連携
- I.E.エゴロワ工場（ロシア語版） - かつてサンクトペテルブルクに存在した鉄道車両メーカー。ソ連時代に共同で地下鉄電車の製造を実施していた[24]。
- 十月電車修理工場（ロシア語版） - トランスマッシュホールディング傘下企業。メトロワゴンマッシュと共同で地下鉄電車の製造を実施している[25]。
- トヴェリ車両工場（ロシア語版） - トランスマッシュホールディング傘下企業。メトロワゴンマッシュと共同で地下鉄電車の製造を実施している[26]。
- 日立製作所 - ブルガリア・ソフィア地下鉄向けの車両やハンガリー・ブダペスト地下鉄向けの地下鉄車両の電気機器の製造を担当している他、2018年には電気機器を製造する合弁会社の"TMHトラクションシステムズ"（TMH Traction Systems）を共同で設立している[27]